# Parafia św. Andrzeja Apostoła w Kadłubie
Parafia św. Andrzeja Apostoła w Kadłubie – parafia rzymskokatolicka, znajdująca się w archidiecezji częstochowskiej, w dekanacie Wieluń – Najświętszej Maryi Panny Pocieszenia.